# Сад Джусти

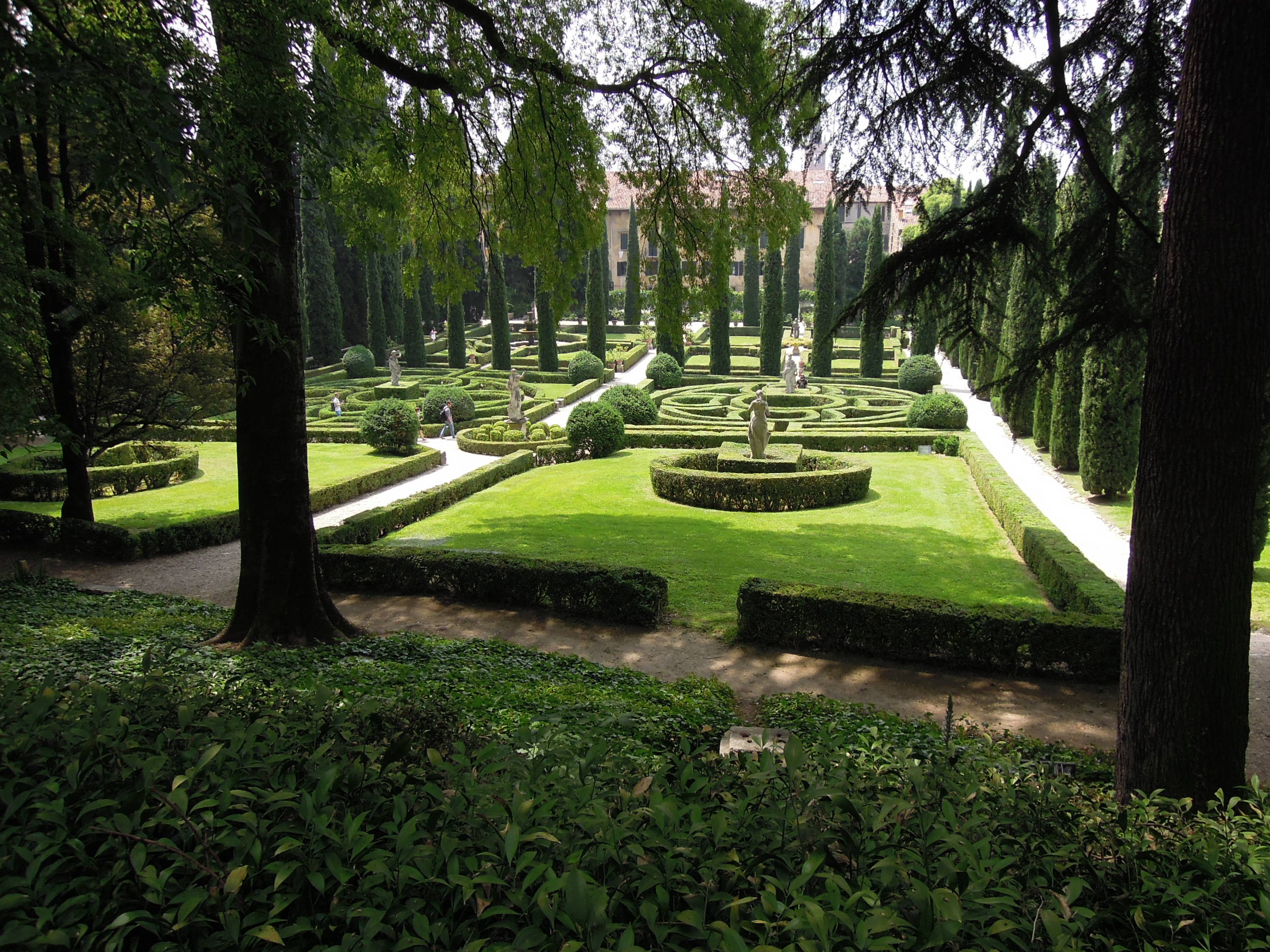
Вид сада и виллы на холме

Сад Джусти (итал. Palazzo e Giardino Giusti) — дворцово-парковый комплекс, построенный в конце XVI века на склоне холма у восточной окраины Вероны (Италия).
Здание имеет классическую П-образную форму, традиционную для загородных вилл этого периода. В 1580 году рядом с виллой был разбит сад с многочисленными террасами и бельведерами. Участки сада имеют правильную геометрическую форму и разделены кипарисами. Из украшений сада выделяются: фонтан с фигурами дельфинов, несколько античных статуй, фонтан из красного веронского мрамора, а также каменный маскерон-бельведер на вершине холма, спроектированный для изрыгания огня.